# Liu Junlin
Liu Junlin (en chino: 劉俊林; 13 de marzo de 1963) es un deportista chino que compitió en judo. Ganó una medalla de bronce en el Campeonato Asiático de Judo de 1988 en la categoría de –86 kg.

## Palmarés internacional
| Campeonato Asiático | Campeonato Asiático | Campeonato Asiático | Campeonato Asiático |
| Año                 | Lugar               | Medalla             | Categoría           |
| ------------------- | ------------------- | ------------------- | ------------------- |
| 1988                | Damasco (Siria)     | Medalla de bronce   | –86 kg              |